# Chełst-Zachód
Chełst-Zachód (niem. Neuteich) – zachodnia część wsi Chełst w Polsce, położona w województwie wielkopolskim, w powiecie czarnkowsko-trzcianeckim, w gminie Drawsko.
Dawniej (1920 do około 1970) samodzielna wieś. Leży nad rzeką Miałą. Przebiega tędy droga wojewódzka nr 181 oraz wybiega tu droga wojewódzka nr 133.

## Historia
W latach 1920–1939 przez wieś Chełst granica państwowa, biegnąca na krótkim odcinku rzeką Miałą, dzieliła wieś na dwie części: niemiecką (zachodnią) i polską (wschodnią).
Po II wojnie światowej Chełst (zachodni) znalazł się na terenie Ziem Odzyskanych (III okręg administracyjny), gdzie utworzył gromadę Chełst w gminie Niegosław. 28 czerwca 1946 gmina Niegosław – jako jednostka administracyjna powiatu strzeleckiego – weszła w skład woj. poznańskiego. 6 lipca 1950 wraz z całym powiatem strzeleckim weszły w skład nowo utworzonego woj. zielonogórskiego.
Jesienią 1954 roku, w związku z reformą administracyjną kraju, Chełst (Zachodni) włączono do powiatu czarnkowskiego w woj. poznańskim, gdzie został połączony z Chełstem (Wschodnim), tworząc gromadę Chełst (która objęła 7 dawnych gromad z dwóch województw). 4 lipca 1968 gromadę Chełst zniesiono, a jej obszar włączono do gromady Drawsko w powiecie czarnkowskim, gdzie Chełst przetrwał do kolejnej reformy administracyjnej w 1973 roku. Od przynajmniej lat 1970. oba Chełsty (Zachodni i Wschodni) figurują już jako jedna wieś.
Od 1973 w gminie Drawsko. W latach 1975–1998 miejscowość administracyjnie należała do województwa pilskiego.